# Autoserica haafi
Autoserica haafi är en skalbaggsart som beskrevs av Frey 1960. Autoserica haafi ingår i släktet Autoserica och familjen Melolonthidae. Inga underarter finns listade.